# Sobrevia
|  | Per a altres significats, vegeu «masoveria de Sobrevia». |

Sobrevia és un xalet modernista a gairebé 3 km a l'est del nucli de Seva (Osona). La casa fou dissenyada per Josep Puig i Cadafalch, el jardí sembla que va estar dibuixat per ell, però la seva mort va impedir que ell mateix s'encarregués de la direcció de les obres. La família Terradas, propietària de la finca, ho era també de la Casa Terradas de Barcelona.
Torre de planta rectangular. Hi ha detalls de les finestres de ferro forjat amb motius de dracs. La construcció és de grans proporcions i està adossada a una masia del 1600. A la part de darrere trobem finestrals geminats (amb motius vegetals en el capitell i rosetons) i grans finestres. A la façana lateral i en el segon pis hi ha vuit arcades que conformen una galeria. Davant la casa i al costat del portal hi ha una església inaugurada el 1905 i al seu interior hi ha un retaule del 1905 d'Enric Monserdà i Vidal i Rosa Terradas. Parallamps de ferro forjat.